# Некрасовский (Московская область)
Некра́совский — посёлок городского типа в Дмитровском городском округе Московской области России. Население — 11 262 чел. (2024).

## Расположение
Расположен в 2 км к западу от трассы А104 (Москва — Дмитров — Дубна). По территории посёлка протекает речка Саморядовка, на которой организован каскад прудов. В 1,5 км к северо-востоку от Некрасовского — деревня Ларёво. На севере расположился посёлок Трудовая).
В черте посёлка находятся железнодорожная станция Катуар и платформа Некрасовская, платформа Трудовая Савёловского направления. Автобусные маршруты связывают Некрасовский с деревней Ларёво, селом Марфино (обслуживаются Мострансавто), усадьбой Аксаково.

## История
Возникновение посёлка связано с деятельностью керамического завода. В XIX веке завод принадлежал промышленнику Льву Ивановичу Катуару, принимавшему активное участие в проектировании и строительстве Савёловского железнодорожного радиуса (завершён в 1900 году). За это его именем была названа станция. Возле неё возникло небольшое поселение, которое со временем разрослось и в послевоенное время при строительстве керамико-плиточного завода «Катуар-Керамик» 1954 году получило статус рабочего посёлка.
На западе от железнодорожной платформы Трудовая, по другую сторону железной дороги от дачного посёлка Трудовая городского округа Мытищи, располагался военный городок (посёлок) Трудовая войск ПВО ОН, построенный в 1950-е годы. В 2014 году военный городок Трудовая стал микрорайоном Трудовая посёлка Некрасовский Дмитровского района.
В 2006—2018 годы входил в состав городского поселение Некрасовский Дмитровского муниципального района.
28 августа 2010 года в новом микрорайоне Строителей (возле посёлка Северная Трудовая) состоялась закладка небольшой церкви иконы Божьей Матери «Нечаянная радость». 7 июня 2015 года храм был освящён.
В 2025 году рабочий посёлок преобразован в посёлок городского типа.

## Инфраструктура
В Некрасовском функционируют две общеобразовательные школы, поликлиника, два Дома культуры, молодёжный центр, библиотека, работают керамико-плиточный завод, мясоперерабатывающее предприятие «Дмитровские колбасы» и другие предприятия.
Посёлок застроен многоэтажными панельными домами[сколько?], в южной части — индивидуальная жилая застройка. В 5-м переулке есть местная достопримечательность — интересный забор со скульптурами по фасаду забора: Богатыри, Скоморох, Ганеша, Лев и другие; на их фоне можно фотографироваться.

## Население
| 1959    | 1970    | 1979    | 1989    | 2002    | 2006    | 2009    | 2010    |
| ------- | ------- | ------- | ------- | ------- | ------- | ------- | ------- |
| 7714    | ↘7268   | ↘6355   | ↗7267   | ↗9693   | ↘9641   | ↗10 530 | ↘10 292 |
| 2012    | 2013    | 2014    | 2015    | 2016    | 2017    | 2018    | 2019    |
| ↗10 471 | ↗10 472 | ↗10 475 | ↗10 562 | ↗10 684 | ↗11 071 | ↗11 528 | ↗11 810 |
| 2020    | 2021    | 2023    | 2024    |         |         |         |         |
| ↘11 740 | ↘11 574 | ↘11 403 | ↘11 262 |         |         |         |         |

## Известные жители
- Вера Брежнева — украинская русскоязычная певица, участница «золотого состава» поп-группы «ВИА Гра» (2003—2007), телеведущая[26].